# Matti Wellm
Matti Wellm (* 30. März 2003 in Hamburg) ist ein deutscher Leichtathlet.

## Karriere
Bei den Deutschen Hallenmeisterschaften 2023 wurde er Dritter der 4-mal-200-Meter-Staffel. Er wurde in diesem Jahr auch Deutscher Vizemeister über 4 × 100 Meter.
2024 wurde er zunächst in der 4-mal-200-Meter-Staffel Deutscher Hallenmeister und später auch Deutscher Meister über 4 × 100 Meter.